# Освальдо Лопес Арельяно
Освальдо Енріке Лопес Арельяно (ісп. Oswaldo Enrique López Arellano; 30 червня 1921 — 16 травня 2010) — гондураський політичний діяч, президент країни у 1963—1971 та 1972—1975 роках.

## Життєпис
Народився у впливовій родині. Закінчив училище Військово-повітряних сил Гондурасу.
У 1942–1945 роках проходив підготовку в Аризоні (США).
1957–1963 — командувач Збройних сил країни.
1963 року очолив військовий переворот, у результаті якого був усунутий від влади президент Рамон Вільєда Моралес, та очолив військову хунту. Переворот було здійснено під приводом «боротьби з проникненням комунізму» до країни. Спочатку адміністрація Джона Кеннеді відкликала з Гондурасу свого посла, те ж зробив і уряд Мексики. Однак, у жовтні того ж року легітимність хунти визнали Сальвадор, Нікарагуа та Гватемала, а після призначення військовиками виборів — у грудні того ж року влада Лопеса Арельяно була визнана адміністрацією президента США Ліндона Джонсона.
У 1965–1971 роках офіційно займав пост президента Гондурасу. Його уряд у відповідь на страйки активно переслідував опозицію, було заборонено політичні партії (за винятком урядової — Національної, та Ліберальної), запроваджено цензуру ЗМІ. Водночас, внаслідок територіальної суперечки, різко погіршилися відносини з сусіднім Сальвадором. Між державами спалахнула так звана «футбольна війна», приводом для якої став конфлікт уболівальників, невдоволених суддівством матчу збірних двох країн. Й хоча 1970 конфлікт удалось залагодити, напруженість у відносинах Гондурасу й Сальвадору зберігалась до 1980 року, коли було підписано мирну угоду.
У 1971–1972 роках, після виходу у відставку з посади глави держави, обіймав пост головнокомандувача Збройних сил. 1971 року дозволив проведення в країні президентських виборів, на яких перемогу здобув Рамон Ернесто Крус Уклес.
1972 року внаслідок державного перевороту знову став президентом. У відповідь на селянські заворушення його уряд провів аграрну реформу, суть яких полягала в розподілі між безземельними селянами державних і пустих приватних земель, було прийнято рішення щодо створення селянських кооперативів. Також було запроваджено держконтроль над гірничою промисловістю. У галузі зовнішньої політики адміністрація Лопеса Арельяно встановила дипломатичні відносини з Румунією, Югославією, Чехословаччиною та Угорщиною, було відновлено торгівлю з Кубою. Однак у країні назрівало невдоволення політикою президента. Крупних землевласників не влаштовувала аграрна реформа, а військовиків — розкрадання коштів, виділених на ліквідацію наслідків урагану «Фіфі».
1975 року його було усунуто з посту президента військовиками на чолі з генералом Хуаном Альберто Мельгаром Кастро. Приводом для невдоволення військовиків став корупційний скандал навколо оборудки з компанією «United Brands Company», що афіліювала з «United Fruit Company», який отримав у пресі назву «Бананенгейт».
Генерал Лопес Арельяно володів кількома латиноамериканськими компаніями, зокрема авіаперевізником SAHSA, який став сумнозвісним після катастрофи Боїнга-727 21 жовтня 1989 року.